# Open Hub
Black Duck Open Hub, Open Hub, dawniej Ohloh – publiczny katalog wolnego i otwartego oprogramowania (FOSS). Katalog mający za zadanie ułatwić przeglądanie dostępnych projektów Open Source. Został założony przez dwóch byłych pracowników Microsoftu, Jasona Allena i Scotta Collisona.
Strona w założeniu nie ma służyć ocenie projektów, a jedynie efektywnemu ich znajdywaniu. Jej założyciele postanowili przygotować narzędzie, które pozwoli w prosty sposób porównać różne projekty, a także zdecydować o tym, czy kupić gotowe rozwiązanie, czy zbudować od nowa własnymi siłami.
Serwis pomaga programistom w wyborze odpowiedniej dla nich otwartej licencji. O każdym projekcie zgromadzone są najważniejsze informacje, takie jak data rozpoczęcia prac, ilość aktywnie działających programistów, używane języki, odnośnik do strony domowej i opis bieżącej działalności.